# Herbert Gutschera
Herbert Gutschera (* 23. Juni 1942; † 3. August 2003) war ein römisch-katholischer Theologe, Religionspädagoge und Kirchenhistoriker.

## Leben
Gutschera war Professor für Katholische Theologie/Religionspädagogik an der Pädagogischen Hochschule Esslingen. Nach Auflösung der Hochschule (1984) wechselte er an die Pädagogische Hochschule Schwäbisch Gmünd und wurde danach als Professor an die Pädagogische Hochschule Ludwigsburg berufen. Mit der Untersuchung Reformation und Gegenreformation innerhalb der Kirchengeschichtsschreibung von Johann Matthias Schröckh wurde er 1973 an der Universität Tübingen promoviert. 2003 verunglückte er tödlich bei einem Autounfall. Er wurde vor allem durch seine Veröffentlichungen mit Jörg Thierfelder bekannt. Deren Buch zur Geschichte der Kirchen erschien auch auf Italienisch unter dem Titel Storia delle chiese in prospettiva ecumenica, übersetzt von Elisabetta Pluda.

## Werke (Auswahl)
- Reformation und Gegenreformation innerhalb der Kirchengeschichtsschreibung von Johann Matthias Schröckh. Göppingen: 1973, Dissertation 1973. ISBN 3-87452-192-3
- Evangelisch – katholisch. 30 Farbdias mit Sacherklärungen und didaktisch-methodische Hinweise, mit Jörg Thierfelder, Köln: 1980. ISBN 3-545-43093-6
- Brennpunkte der Kirchengeschichte. Ein Arbeitsbuch mit Jörg Thierfelder, Paderborn Schöningh
- Die Kreuzzüge, Diaserie; Sacherklärungen und Zusatzmaterialien sowie ein Unterrichtsvorschlag, mit Jörg Thierfelder und Renate Fuhrmann, Stuttgart: 1984. ISBN 3-7668-0957-1
- Kirchengeschichte – wieder gefragt? In: Gerhard Büttner, Jörg Thierfelder (Hrsg.): Religionspädagogische Grenzgänge. Stuttgart 1988, S. 99ff. ISBN 3-7668-0818-4
- Seligpreisung – Gott suchen. Auslegung zu Psalm 119. In: Walter Kasper u. a. (Hrsg.): Ich lobe dich von ganzer Seele. Stuttgart 1993, S. 281f. ISBN 3-7831-1265-6
- Kirchengeschichte – erneut bedacht. In: Gerhard Büttner, Dieter Petri, Eberhard Röhm (Hrsg.): Wegstrecken. Stuttgart 1998, S. 245ff. ISBN 3-7668-3577-7
- Geschichte der Kirchen: ein ökumenisches Sachbuch mit Bildern, mit Joachim Maier/Jörg Thierfelder, Freiburg im Breisgau; Basel; Wien: 2003. ISBN 3-451-28188-0